# Харбин, Омар
Умар Джихад ас-Сума (араб. عمر ماهر خربين‎; род. 15 января 1994, Дамаск) — сирийский футболист, нападающий эмиратского клуба «Аль-Вахда» (Абу-Даби) и национальной сборной Сирии, выступающий на правах аренды за «Шабаб Аль-Ахли».

## Клубная карьера
Омар родился в Дамаске, Сирия, и начал играть в футбол в детстве, после того, как увидел игру его старшего брата Мохамеда. Таланты Омара начали проявляться, когда он присоединился к молодежной команде «Аль-Вахды».
Харбин дебютировал в профессиональном футболе в возрасте 15 лет в 2009 году. Он сыграл 4 сезона в сирийском высшем дивизионе. В 2013 году Омар отправился в Ирак и летом 2013 года Харбин присоединился к «Аль-Кува аль-Джавия», выступающей в высшей лиге Ирака, на правах аренды до 2015 года.
В 2019 году включён в состав сборной на кубок Азии в ОАЭ. 15 января, на 43 минуте игры, забил первый гол своей команды в третьем матче группового этапа в ворота сборной Австралии. В итоге Сирия уступила 2:3 и не прошла в следующий раунд.